# Плавні-Вантажні
Пла́вні-Ванта́жні — пасажирський зупинний пункт (раніше — вантажна станція) Запорізької дирекції Придніпровської залізниці на електрифікованій лінії Запоріжжя I — Федорівка між станціями Канкринівка (8 км) та Плавні-Пасажирські (2 км). Розташована в однойменному селі Василівського району Запорізької області, на узбережжі Каховського водосховища. Від станції відгалужується 
частково розібрана лінія до законсервованого нині Таврійського гірничо-збагачувального комбінату біля шахтарського міста Степногірськ. Поблизу станції розташовані чисельні присадибні ділянки.

## Пасажирське сполучення
До повномасштабного російського вторгнення в Україну на зупинному пункті Плавні-Вантажні зупинялися приміські електропоїзди Мелітопольського напрямку та приміські поїзди сполученням Запоріжжя — Енергодар. Рух поїздів тимчасово припинено до повної деокупації захоплених територій російськими загарбниками.